# De man van het kasteel
De man van het kasteel is een stripreeks van de Belg Francis Bertrand, die zijn verschenen in het tijdschrift Robbedoes in de periode 1969-1973. In deze verhalen probeert een man, Pracky genaamd, zijn kasteel al 26 jaar te verkopen. Probleem is alleen dat het kasteel zich op een onmogelijke plaats bevindt, waardoor niemand serieuze belangstelling heeft. Er verschenen geen albums.

## Hoofdfiguren
- Het kasteel heet de Katerberg, en is volgens het eerste verhaal gebouwd in een mengsel van gotische, romaanse, byzantijnse en Spaanse stijl. De Katerberg bevindt zich op de top van een rotspunt, die alleen via een zeer steile weg/trap te bereiken is. Ook van binnen heeft het kasteel zijn minpunten. Vooral de 85 onafgedekte valluiken vormen een groot gevaar.

- Pracky, de eigenaar van het kasteel, leidt voor de kost toeristen rond in zijn kasteel (met de hoop dat er een keer een koper tussenzit), maar er komt vrijwel nooit iemand kijken. En áls er dan iemand komt, blijkt dat doorgaans geen (serieuze) koper te zijn, maar een belastinginspecteur, verknipte regisseur, iemand van monumentenzorg etc.

## Verhalen
De verhalen hebben de volgende titels:
1. Kasteel te koop (Robbedoes 1606)
2. Spookkasteel te koop (Robbedoes 1617)
3. Kasteel weer te koop (Robbedoes 1620)
4. Kasteel onverkoopbaar (Robbedoes 1644)
5. Onneembaar kasteel te koop (Robbedoes 1661)
6. De man van het kasteel (Robbedoes 1664)
7. Klank- en lichtspel (Robbedoes 1705)
8. Franquin stelt ten toon in 't kasteel (Robbedoes 1721)
9. Vakantie in Peyoland (Robbedoes 1732)
10. Eerste schooldag op 't kasteel (Robbedoes 1743)
11. Herberg op de berg (Robbedoes 1780)
12. Pracky wint de prijs (Robbedoes 1814)